# Lampenberg
Lampenberg é uma comuna da Suíça, no Cantão Basileia-Campo. Em 2017 possuía 503 habitantes. Estende-se por uma área de 4,00 km², de densidade populacional de 125,4 hab/km². Confina com as comunas de Bubendorf, Hölstein e Niederdorf. 
A língua oficial nesta comuna é o Alemão.

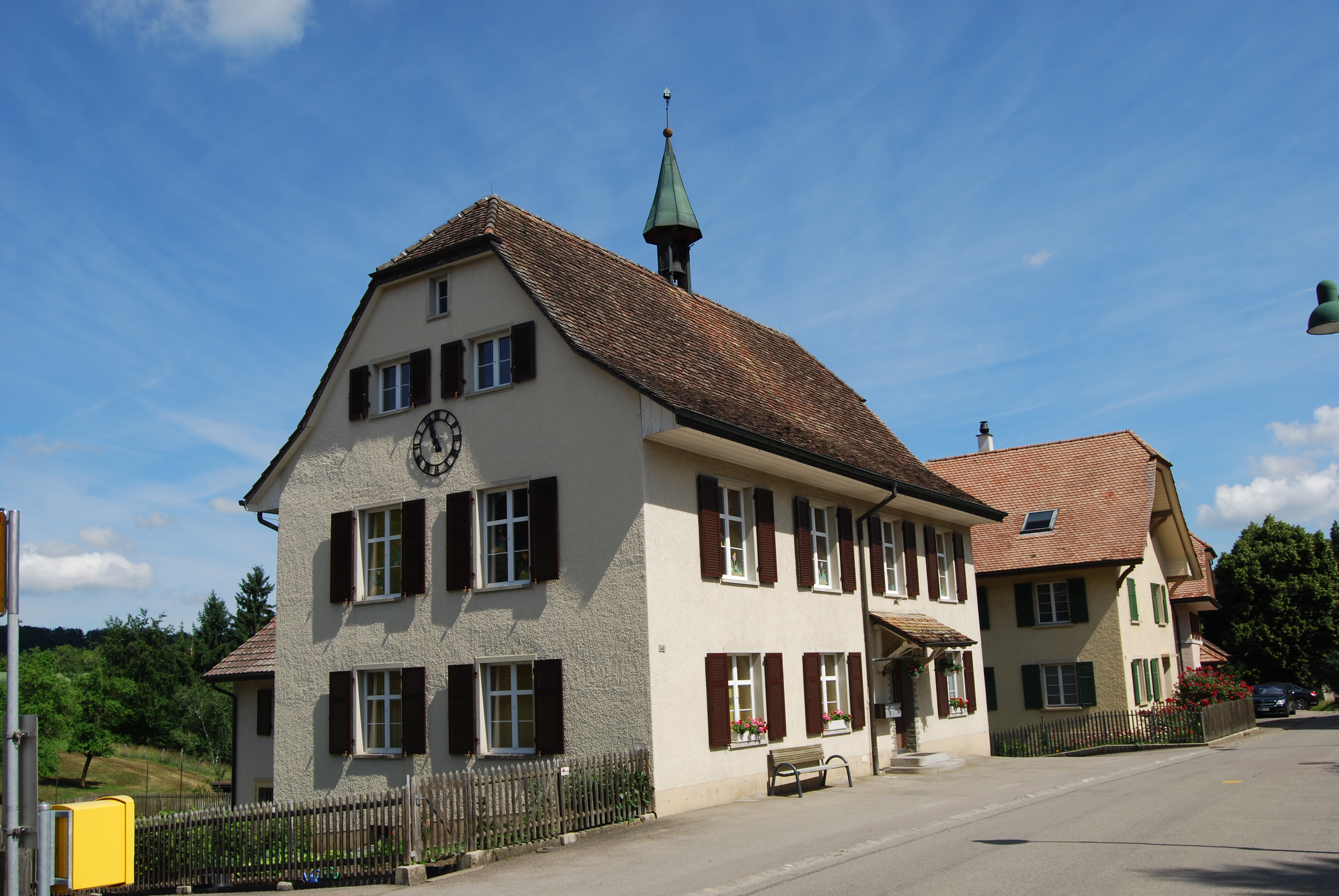
Lampenberg